# Dugary Ndabashinze
Dugary Ndabashinze (Bujumbura, 8 oktober 1989) is een Burundees voetballer die bij voorkeur als middenvelder speelt. Hij tekende in oktober 2013 een contract bij AFC Tubize, dat hem transfervrij inlijfde nadat hij vier maanden geen club had. Ndabashinze debuteerde in 2007 in het Burundees voetbalelftal.

## Carrière
Dugary begon eerst bij Atlético Olympic en daarna bij Atlético de Conakry. Hij werd al vrij snel opgemerkt door KRC Genk en in 2007 tekende hij een contract in limburg. Hij speelde in totaal vijf seizoenen voor de Genkenaars, maar een basisstek kan de Burundees niet veroveren. Hij heeft wel internationale ervaring op gedaan door mee te spelen in de Champions League, tegen Valencia CF. In 2012 tekende hij een contract voor één jaar met één jaar optie bij Waasland-Beveren.

## Statistieken
| Seizoen | Club                  | Land    | Competitie                  | Wedst | Goals |
| ------- | --------------------- | ------- | --------------------------- | ----- | ----- |
| 2006/07 | Atlético Olympic      | Burundi | Guinée Championnat National |       |       |
| 2007/08 | Atletico de Conakry   | Burundi | Guinée Championnat National | 5     | 1     |
| 2007/08 | KRC Genk              | België  | Jupiler Pro League          | 4     | 1     |
| 2008/09 | KRC Genk              | België  | Jupiler Pro League          | 10    | 2     |
| 2009/10 | KRC Genk              | België  | Jupiler Pro League          | 2     | 0     |
| 2009/10 | KRC Genk              | België  | Play-Off II B               | 0     | 0     |
| 2010/11 | KRC Genk              | België  | Jupiler Pro League          | 21    | 0     |
| 2011/12 | KRC Genk              | België  | Jupiler Pro League          | 20    | 0     |
| 2012/13 | Waasland-Beveren      | België  | Jupiler Pro League          | 8     | 1     |
| 2013/14 | AFC Tubize            | België  | Tweede klasse               | 17    | 4     |
| 2014/15 | AFC Tubize            | België  | Tweede klasse               | 23    | 1     |
| 2015/16 | UR La Louvière Centre | België  | Derde klasse A              | ?     | ?     |
| 2016/17 | Binh Duong FC         | Vietnam | V.League 1                  | ?     | ?     |
| 2017/18 | Sai Gon FC            | Vietnam | V.League 1                  | 7     | 1     |
|         |                       |         | Totaal                      | 117   | 11    |